# 29613 Charlespicard
29613 Charlespicard este o planetă minoră (asteroid) din centura de asteroizi. A fost descoperită pe 16 septembrie 1998 la Prescott Observatory⁠(d) de Paul G. Comba⁠(d) și a fost numită după Émile Picard. 
Obiectul prezintă o orbită caracterizată de o semiaxă mare de 2,1223935 UAi, o excentricitate de 0,14, o înclinație de 4,70049 ° în raport cu ecliptica.